# Medaille für treue Dienste in der Deutschen Volkspolizei

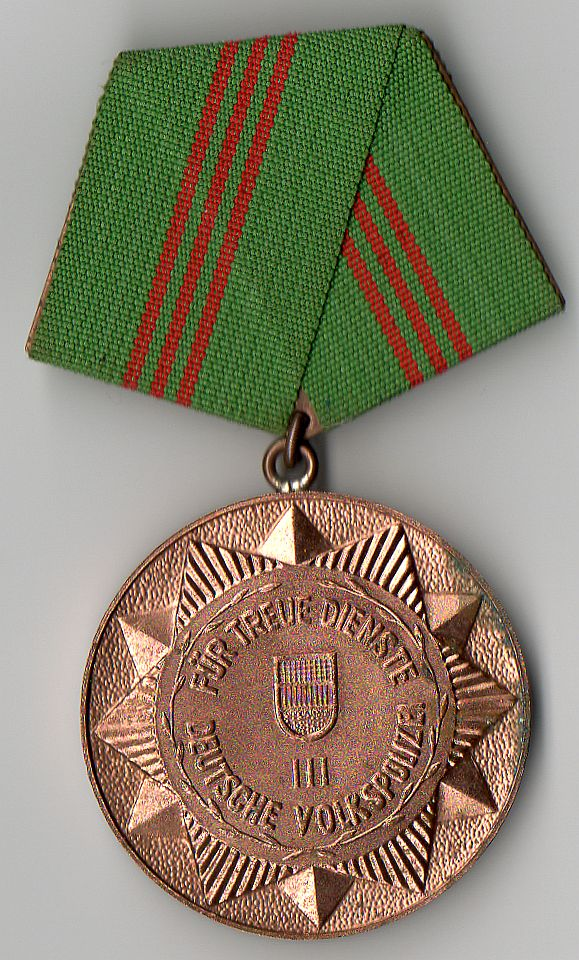
Avers der Medaille für treue Dienste in der Volkspolizei III. Stufe

Die Medaille für treue Dienste in der Deutschen Volkspolizei war eine staatliche Auszeichnung  der Deutschen Demokratischen Republik (DDR), welche in Form einer tragbaren Medaille verliehen wurde.

## Geschichte
Die Medaille wurde am 28. April 1955 in drei Stufen gestiftet. Ihre Verleihung erfolgte nach einer bestimmten erbrachten Anzahl von Dienstjahren, wenn diese „ehrlich, gewissenhaft und in treuer Pflichterfüllung“ ausgeführt worden waren. Im Widerspruch zur Einführung von drei Stufen wird in sämtlichen Verlautbarungen jedoch nur von zwei Ausführungen gesprochen. So von der
- Stufe II: für 10-jährige Dienstzeit und
- Stufe III: für 5-jährige Dienstzeit.

Die Stufe I für 15-jährige Dienstzeit ist wohl aufgrund der kurzen Lebensdauer dieser Medaille nicht mehr verliehen worden. Ihre Verleihung wurde am 21. Januar 1959 schon wieder eingestellt. An ihre Stelle trat die neue Medaille für treue Dienste in den bewaffneten Organen des Ministeriums des Innern, welche am 22. Januar 1959 gestiftet wurde.

## Aussehen und Tragweise
Die bronzene Medaille mit einem Durchmesser von 38 mm zeigt auf ihrem Avers auf gekörnten Grund einen Polizeistern, der zentral ein rundes Feld von 25 mm Durchmesser aufweist. Ihr schließt sich, nach innen gesehen, die Umschrift: FÜR TREUE DIENSTE (oben) DEUTSCHE VOLKSPOLIZEI (unten) an. Zentral liegt die Staatsflagge der DDR in Wappenform noch ohne Staatswappen und darunter die römischen Ziffern: I, II oder III, welche zusätzlich die verliehene Stufe darstellen sollen. So steht die römische Ziffer III für fünf Dienstjahre und die Ziffer II für 10 Dienstjahre. Eine Ausführung mit der Ziffer I ist bisher nicht bekannt geworden. Das Revers der Medaille zeigt dagegen das Staatswappen der DDR in einer älteren Version. Getragen wurde die Medaille an einer fünfeckigen dunkelgrünen 24 mm breiten Spange. Bei der II. Stufe wurden zusätzlich zwei senkrecht gehaltene rote Mittelstreifen von 1,5 mm Breite mittig eingewebt, die 1,5 mm voneinander entfernt standen. Bei der III. Stufe waren es dementsprechend drei Mittelstreifen. Die Interimsspange mit den Maßen 24 × 13 mm war von gleicher Beschaffenheit wie das Ordensband.